# Lyckans gullgossar
Lyckans gullgossar är en svensk komedifilm från 1932 i regi av Sigurd Wallén och Ivar Johansson. I huvudrollerna ses Sigurd Wallén, Bullen Berglund, Tutta Berntzen och Maritta Marke. I filmen sjunger Wallén och Berglund den kända sången "Det ordnar sig alltid".

## Handling
Året är 1912. Specerihandlaren Carl-Erik och barberaren Hugo gör ett stort börskap och startar mäklarfirman "Guldén och Silverberg" tillsammans. De får också ta hand om en spansk sångerskas oäkta barn.

## Om filmen
Lyckans gullgossar hade premiär på biograferna Skandia i Stockholm och Odéon i Helsingborg annandag jul 1932. Filmen spelades in vid Filmstaden i Råsunda och med utomhusscener i Gamla stan och på Djurgården i Stockholm. Handlingen utspelar sig även i Köpenhamn.
Filmkritikerna gav inte filmen särskilt bra betyg vid premiären. Filmen har visats som matiné vid ett flertal tillfällen på SVT.

## Rollista i urval
- Sigurd Wallén – Carl-Erik Jansson/ "Silverberg"
- Bullen Berglund – Hugo Lundström/ "Guldén"
- Maritta Marke – Lola del Prado
- Tutta Berntzen – Dolores del Prado, hennes dotter
- Eric Laurent – Richard Gordon, tennistränare
- Ragnar Widestedt – bankir Herman Högmark
- Carl-Gunnar Wingård – Karl Hampus Blondin
- Thor Modéen – ostkamrer
- Jullan Jonsson – Tjohanna, påkläderska på Novilla
- Arthur Cederborgh – bankir Argentin
- Vera Nilo – Daisy Korall
- Yngwe Nyquist – Alexei Slavoninski, rysk storfurste
- Carl Deurell – statsminister
- Carl Ericson – lantmätare
- Gösta Ericsson – företrädare för AB Praktiska Bostäder
- Georg Skarstedt – tjänsteman på Guldén och Silverbergs kontor
- Richard Lindström – doktor Walther Müller, tysk bröstläkare
- Göran Bratt – tvålpojke på raksalongen